# آرثر آدامز
آرثر آدامز (بالإنجليزية: Arthur Adams)‏ (و. 1820 – 1878 م) هو أحيائي، وطبيب، وعالم طبيعة، من المملكة المتحدة، ولد في جوسبورت، توفي في جوسبورت، عن عمر يناهز 58 عاماً.

## الخدمة العسكرية
خدم في البحرية الملكية البريطانية.